# Nasidius auditor
Nasidius auditor är en insektsart som först beskrevs av Heinrich Hugo Karny 1935.  Nasidius auditor ingår i släktet Nasidius och familjen Anostostomatidae. Inga underarter finns listade i Catalogue of Life.